# Aldro Cycling Team
Aldro Cycling Team is een onafhankelijke Spaanse opleidingsploeg voor wielrenners onder 23 jaar. De ploeg maakte zijn debuut in het peloton in 2016.
Het team staat onder leiding van de oprichter en tevens technisch directeur / trainer Manolo Saiz.
De ploegleiders zijn Herminio Diaz Zabala en David Etxebarria. 
De hoofdsponsor is de Spaanse energiemaatschappij Aldro Energía.
Deze heeft zich in 2016 voor vijf jaar aan de ploeg verbonden. De ploeg ambieert het om vanaf 2020 aan internationale wedstrijden deel te nemen onder een World Tour-licentie.